# Halterofilia en los Juegos Olímpicos de Atenas 2004 – 62 kg Masculino
La categoría masculina de 62 kilos en halterofilia de los Juegos Olímpicos de Atenas 2004, tuvo lugar en el Centro Olímpico de Halterofilia Nikaia el 16 de agosto.
La puntuación total era la suma del mejor resultado de cada atleta en la arrancada y en dos tiempos, con tres levantamientos para cada ejercicio.  En caso de un empate, el atleta más ligero se llevaría la victoria; si aun así empataban , se proclamaría vencedor quien lo lograse en el menor número de intentos. Aquellos levantadores sin una puntuación válida en arrancada no harían el dos tiempos.

## Horario
Todas las horas son Tiempos de Verano europeos Orientales  (UTC+03:00)
| Fecha                | Hora  | Acontecimiento |
| -------------------- | ----- | -------------- |
| 16 de agosto de 2004 | 10:30 | Grupo B        |
| 16 de agosto de 2004 | 20:00 | Grupo A        |

## Récords
Antes de esta competición, los récords olímpicos eran los siguientes:
| Récord mundial  | Arrancada   | Shi Zhiyong (CHN)     | 153.0 kg | İzmir, Turkey      | 28 de junio de 2002      |  |
| Récord mundial  | Dos tiempos | Le Maosheng (CHN)     | 182.5 kg | Busan, South Korea | 2 de octubre de 2002     |  |
| Récord mundial  | Total       | World Standard        | 325.0 kg | —                  | 1 de enero de 1998       |  |
|                 |             |                       |          |                    |                          |  |
| Récord olímpico | Arrancada   | Nikolaj Pešalov (CRO) | 150.0 kg | Sídney, Australia  | 17 de septiembre de 2000 |  |
| Récord olímpico | Dos Tiempos | Olympic Standard      | 177.5 kg | —                  | 1 de enero de 1997       |  |
| Récord olímpico | Total       | Nikolaj Pešalov (CRO) | 325.0 kg | Sídney, Australia  | 17 de septiembre de 2000 |  |

## Resultados
| Puesto            | Atleta                   | Grupo | Peso del atleta | Arrancada (kg) | Arrancada (kg) | Arrancada (kg) | Arrancada (kg) | Dos tiempos (kg) | Dos tiempos (kg) | Dos tiempos (kg) | Dos tiempos (kg) | Total |
| Puesto            | Atleta                   | Grupo | Peso del atleta | 1              | 2              | 3              | Resultado      | 1                | 2                | 3                | Resultado        | Total |
| ----------------- | ------------------------ | ----- | --------------- | -------------- | -------------- | -------------- | -------------- | ---------------- | ---------------- | ---------------- | ---------------- | ----- |
| Medalla de oro    | Shi Zhiyong (CHN)        | A     | 61.96           | 147.5          | 152.5          | 152.5          | 152.5          | 167.5            | 172.5            | 175.0            | 172.5            | 325.0 |
| Medalla de plata  | Le Maosheng (CHN)        | A     | 61.27           | 140.0          | 140.0          | 145.0          | 140.0          | 172.5            | 185.0            | 185.0            | 172.5            | 312.5 |
| Medalla de bronce | Israel José Rubio (VEN)  | B     | 61.38           | 127.5          | 132.5          | 135.0          | 132.5          | 157.5            | 162.5            | 165.0            | 162.5            | 295.0 |
| 4                 | Armen Ghazaryan (ARM)    | A     | 61.90           | 130.0          | 135.0          | 135.0          | 135.0          | 160.0            | 170.0            | 170.0            | 160.0            | 295.0 |
| 5                 | Gustar Junianto (INA)    | B     | 61.27           | 125.0          | 127.5          | 132.5          | 132.5          | 155.0            | 160.0            | 162.5            | 160.0            | 292.5 |
| 6                 | Samson Matam (FRA)       | A     | 61.74           | 127.5          | 132.5          | 132.5          | 127.5          | 160.0            | 160.0            | 167.5            | 160.0            | 287.5 |
| 7                 | Ümürbek Bazarbaýew (TKM) | A     | 61.68           | 130.0          | 135.0          | 135.0          | 130.0          | 157.5            | 165.0            | 165.0            | 157.5            | 287.5 |
| 8                 | Sunarto Rasidi (INA)     | B     | 61.78           | 125.0          | 130.0          | 130.0          | 125.0          | 155.0            | 160.0            | 162.5            | 160.0            | 285.0 |
| 9                 | Yang Sheng-hsiung (TPE)  | B     | 61.78           | 115.0          | 120.0          | 120.0          | 120.0          | 155.0            | 160.0            | 165.0            | 160.0            | 280.0 |
| 10                | Manuel Minginfel (FSM)   | B     | 61.53           | 115.0          | 115.0          | 120.0          | 120.0          | 147.5            | 147.5            | 152.5            | 152.5            | 272.5 |
| 11                | Toshio Imamura (JPN)     | B     | 61.66           | 120.0          | 125.0          | 125.0          | 120.0          | 150.0            | 155.0            | 155.0            | 150.0            | 270.0 |
| 12                | Asif Malikov (AZE)       | B     | 61.60           | 115.0          | 115.0          | 120.0          | 115.0          | 145.0            | 150.0            | 155.0            | 150.0            | 265.0 |
| 13                | Gert Trasha (ALB)        | B     | 61.99           | 110.0          | 115.0          | 117.5          | 115.0          | 135.0            | 140.0            | 145.0            | 140.0            | 255.0 |
| 14                | Ioan Veliciu (ROM)       | B     | 61.64           | 105.0          | 110.0          | 112.5          | 110.0          | 130.0            | 135.0            | 135.0            | 135.0            | 245.0 |
| 15                | Yacine Zouaki (MAR)      | B     | 61.63           | 95.0           | 95.0           | 95.0           | 95.0           | 125.0            | 130.0            | 135.0            | 130.0            | 225.0 |
| —                 | Kamran Panjavi (GBR)     | B     | 61.75           | 105.0          | 105.0          | —              | —              | —                | —                | —                | —                | —     |
| —                 | Sevdalin Minchev (BUL)   | A     | 61.56           | 137.5          | 142.5          | 142.5          | 137.5          | 170.0            | 170.0            | 170.0            | —                | —     |
| —                 | Im Yong-su (PRK)         | A     | 61.77           | 135.0          | 140.0          | 142.5          | 140.0          | 170.0            | 170.0            | 170.0            | —                | —     |
| —                 | Diego Salazar (COL)      | A     | 61.52           | 135.0          | 135.0          | 135.0          | —              | —                | —                | —                | —                | —     |
| DQ                | Leonidas Sabanis (GRE)   | A     | 61.49           | 140.0          | 145.0          | 147.5          | 145.0          | 162.5            | 167.5            | 167.5            | 167.5            | 312.5 |

- Leonidas Sabanis de Grecia originalmente ganó la medalla de bronce, pero fue  descalificado después dar positivo en exceso de testosterona.[3]